# Natalia Mărășescu
Natalia Mărășescu  (née Andrei le 3 octobre 1952 à Căpreni) est une athlète roumaine, spécialiste des courses de demi-fond.

## Biographie

### Palmarès
| Date | Compétition                            | Lieu     | Résultat | Épreuve    |
| ---- | -------------------------------------- | -------- | -------- | ---------- |
| 1974 | Championnats d'Europe                  | Rome     | 4e       | 3 000 m    |
| 1975 | Championnats d'Europe en salle         | Katowice | 1re      | 1 500 m    |
| 1975 | Universiade                            | Rome     | 2e       | 1 500 m    |
| 1976 | Championnats d'Europe en salle         | Munich   | 2e       | 1 500 m    |
| 1977 | Universiade                            | Sofia    | 2e       | 1 500 m    |
| 1978 | Championnats d'Europe en salle         | Milan    | 2e       | 1 500 m    |
| 1978 | Championnats du monde de cross-country | Glasgow  | 2e       | Cross long |
| 1978 | Championnats d'Europe                  | Prague   | 2e       | 1 500 m    |
| 1978 | Championnats d'Europe                  | Prague   | 2e       | 3 000 m    |
| 1979 | Championnats d'Europe en salle         | Vienne   | 1re      | 1 500 m    |
| 1979 | Universiade                            | Mexico   | 1re      | 1 500 m    |

### Records
| Épreuve      | Épreuve   | Performance  | Lieu     | Date            |
| ------------ | --------- | ------------ | -------- | --------------- |
| 1 500 mètres | Plein air | 3 min 58 s 2 | Bucarest | 13 juillet 1979 |
| 1 500 mètres | Salle     | 4 min 03 s 0 | Budapest | 10 février 1979 |